# Piasecki 16H Pathfinder
Piasecki 16H Pathfinder byla řada složených vrtulníků, které byly vyprodukovány v průběhu 60. let 20. století společností Piasecki Aircraft.

## Historie
První protyp 16H-1 vznikl jako soukromá iniciativa. Společnost Piasecki usoudila po komplexním průzkumu trhu, že je poptávka po vrtulníku či letadle pro krátké vzdálenosti i v místech, kde nebyly dostupná letiště blízko koncových destinací.
Svůj první let uskutečnil protyp 16H-1 21. února 1962 ještě v podobě klasického vrtulníku s vyrovnávacím rotorem. Při tomto záletu měl ještě částečně otevřenou pilotní kabinu, bez křídel, která měla pozdější úprava a s podvozkem, který byl zaaretován ve vysunuté poloze. Následná modifikace dostala skládací křídla, uzavřenou kabinu pro pilota a čtveřici cestujících. Podvozek již bylo možné zatáhnout. Ocasní vyrovnávací rotor byl nahrazen třílistou tlačnou vrtulí, krytou prstencem.
V listopadu 1965 podnikl 16H-1A Pathfinder II svůj první let v rámci společného programu US Army a US Navy. Jednalo se o přestavbu 16H-1 Pathfinderu I. Vrtulník byl vybaven silnějším motorem, rotorem o větším průměru. Vrtulníku byl také prodloužen trup, který měl pojmout sedm lidí a pilota.  Pathfinder II v rámci zkoušek absolvoval více než 150 letových hodin a dosáhl při nich rychlosti 362,1 km/h (225,0 mph).
Americká armáda projevila na základě vrtulníků Piasecki zájem o vrtulník podobné koncepce a vyhlásila soutěž Advanced Aerial Fire Support System (AAFSS).

## Varianty
- Model 16H-1 Pathfinder – verze s motorem Pratt & Whitney Canada PT6B-2 o výkonu na hřídeli 405 shp
  - registrován jako N616H
- Model 16H-1A Pathfinder II – větší verze s motorem General Electric T58-GE-8
- Model 16H-1C  Pathfinder III – navrhovaná přestavba Pathfinder II na motor General Electric T58-GE-5 o výkonu 1 100 kW
- Model 16H-3J – neralizovaný návrh devítimístné varianty

## Specifikace (16H-1A)
Technické údaje
- Posádka: 2 obsluha
6 posádka
- Délka: 11,4 m (37 ft)
- Rozpětí křídel: 10 m (33 ft)
- Výška: 3,45 m (11,3 ft)
- Prázdná hmotnost: 2 165 kg (4 773 lb)
- Vzletová hmotnost: 4 870 kg (10 740 lb)
- Pohonná jednotka:  1 × turbohřídelový motor General Electric T58-GE-8 (930 kW)
- průměr rotoru: 13,41 m (44,0 ft)

Výkony
- Maximální rychlost: 370 km/h (230 mph)
- Cestovní rychlost: 280 km/h (170 mph)
- Dolet: 725–1530 km
- Dostup: 5 700 m (18 700 ft)